# Коэффициент мощности

Синусоидальное напряжение (красная линия) и ток (зелёная линия) синфазны, то есть, угол фазового сдвига φ=0° (cosφ=1) — нагрузка полностью активная, нет реактивной составляющей. Мгновенная мощность (синяя линия) и активная мощность (голубая линия) рассчитаны с коэффициентом мощности, равным 1. Как видно, синяя линия (график мгновенной мощности) находится полностью над осью абсцисс (в положительной полуплоскости), вся подводимая энергия преобразуется в работу: переходит в активную мощность, потребляемую нагрузкой

Синусоидальное напряжение (красная линия) и ток (зелёная линия) имеют фазовый сдвиг φ в 90° (cosφ=0) — нагрузка полностью реактивная, нет активной составляющей. Мгновенная мощность (синяя линия) и активная мощность (голубая линия) рассчитаны с коэффициентом мощности, равным 0. Расположение синей линии (графика мгновенной мощности) над осью абсцисс (мгновенная мощность выше 0) показывает, что в течение первой четверти цикла вся подводимая мощность временно сохраняется в нагрузке, а расположение под осью абсцисс во второй четверти цикла (мгновенная мощность ниже 0) показывает, что вся проводимая мощность возвращается в сеть, и так далее. То есть никакой активной мощности не потребляется, полезной работы в нагрузке не совершается.

Синусоидальное напряжение (красная линия) и ток (зелёная линия) имеют фазовый сдвиг φ в 45° (cosφ=0,71) — нагрузка имеет и активную, и реактивную составляющие. Мгновенная мощность (синяя линия) и активная мощность (голубая линия) рассчитаны из переменного напряжения и тока с коэффициентом мощности, равным 0,71. Расположение синей линии (графика мгновенной мощности) под осью абсцисс показывает, что некоторая часть подводимой мощности всё же возвращается в сеть в течение части цикла, отмеченного φ

Коэффицие́нт мо́щности — безразмерная физическая величина, характеризующая потребителя переменного электрического тока с точки зрения наличия в нагрузке реактивной составляющей и мощности искажения (собирательное название — неактивная мощность). В англоязычной (радио-)технической литературе именуется как "Power Factor". Следует отличать понятие «коэффициент мощности» от понятия «косинус фи», который равен косинусу сдвига фазы переменного тока, протекающего через нагрузку, относительно приложенного к ней напряжения. Второе понятие используют в случае синусоидальных тока и напряжения, и только в этом случае оба понятия эквивалентны. Считается, что чем выше коэффициент мощности, тем выше качество электропотребления.

## Определение и физический смысл
Коэффициент мощности равен отношению потребляемой электроприёмником активной мощности к полной мощности. Активная мощность расходуется на совершение работы. В случае синусоидальных тока и напряжения полная мощность представляет собой геометрическую сумму активной и реактивной мощностей. Иными словами, она равна корню квадратному из суммы квадратов активной и реактивной мощностей. В общем случае полную мощность можно определить как произведение действующих (среднеквадратических) значений тока и напряжения в цепи. В качестве единицы измерения полной мощности принято использовать вольт-ампер (В∙А) вместо ватта (Вт).
В электроэнергетике для коэффициента мощности приняты обозначения {\displaystyle \operatorname {cos} \varphi } (где {\displaystyle \varphi } — сдвиг фаз между силой тока и напряжением) либо {\displaystyle \lambda }. Когда для обозначения коэффициента мощности используется {\displaystyle \lambda }, его величину обычно выражают в процентах.
Согласно неравенству Коши—Буняковского, активная мощность, равная среднему значению произведения тока и напряжения, всегда не превышает произведение соответствующих среднеквадратических значений. Поэтому коэффициент мощности принимает значения от нуля до единицы (или от 0 до 100 %).
Коэффициент мощности математически можно интерпретировать как косинус угла между векторами тока и напряжения (в общем случае бесконечномерных). Поэтому в случае синусоидальных напряжения и тока величина коэффициента мощности совпадает с косинусом угла, на который отстают соответствующие фазы.
В случае синусоидального напряжения, но несинусоидального тока, если нагрузка не имеет реактивной составляющей, коэффициент мощности равен доле мощности первой гармоники тока в полной мощности, потребляемой нагрузкой.
При наличии реактивной составляющей в нагрузке, кроме значения коэффициента мощности, иногда также указывают характер нагрузки: активно-ёмкостный или активно-индуктивный. В этом случае коэффициент мощности соответственно называют опережающим или отстающим.

## Прикладной смысл
Можно показать, что если к источнику синусоидального напряжения (например, розетка ~230 В, 50 Гц) подключить нагрузку, в которой ток опережает или отстаёт по фазе на некоторый угол от напряжения, то на внутреннем активном сопротивлении источника выделяется повышенная мощность. На практике это означает, что при работе на нагрузку с реактивной составляющей от электростанции требуется больше отвода тепла, чем при работе на активную нагрузку; избыток передаваемой энергии выделяется в виде тепла в проводах, и в масштабах, например, предприятия потери могут быть довольно значительными.
Не следует путать коэффициент мощности (англ. "Power Factor") и коэффициент полезного действия (КПД) нагрузки. Коэффициент мощности практически не влияет на энергопотребление самого устройства, включённого в сеть, но влияет на потери энергии в идущих к нему проводах, а также в местах выработки или преобразования энергии (например, на подстанциях). То есть счётчик электроэнергии в квартире практически не будет реагировать на коэффициент мощности устройств, поскольку оплате подлежит лишь электроэнергия, совершающая работу (активная составляющая нагрузки). В то же время от КПД непосредственно зависит потребляемая электроприбором активная мощность. Например, компактная люминесцентная («энергосберегающая») лампа потребляет примерно в 1,5 раза больше энергии, чем аналогичная по яркости светодиодная лампа. Это связано с более высоким КПД последней. Однако независимо от этого каждая из этих ламп может иметь как низкий, так и высокий коэффициент мощности, который определяется используемыми схемотехническими решениями.

## Математические расчёты

Треугольник мощностей

Коэффициент мощности необходимо учитывать при проектировании электросетей. Низкий коэффициент мощности ведёт к увеличению доли потерь электроэнергии в электрической сети в общих потерях. Если его снижение вызвано нелинейным, и особенно импульсным характером нагрузки, это дополнительно приводит к искажениям формы напряжения в сети. Чтобы увеличить коэффициент мощности, используют компенсирующие устройства. Неверно рассчитанный коэффициент мощности может привести к избыточному потреблению электроэнергии и снижению КПД электрооборудования, питающегося от данной сети.
Для расчётов в случае гармонических переменных {\displaystyle U} (напряжение) и {\displaystyle I} (сила тока) используются следующие математические формулы:
1. {\displaystyle \chi ={\frac {P}{S}}}
2. {\displaystyle P=U\times I\times \cos \varphi }
3. {\displaystyle Q=U\times I\times \sin \varphi }
4. {\displaystyle S=\textstyle \sum _{k=1}^{\infty }\displaystyle (U)\times I={\sqrt {P^{2}+Q^{2}+T^{2}}}}

Здесь {\displaystyle P} — активная мощность, {\displaystyle S} — полная мощность, {\displaystyle Q} — реактивная мощность, {\displaystyle T} — мощность искажения.

## Типовые оценки качества электропотребления
| Значение коэффициента мощности               | Высокое  | Хорошее  | Удовлетворительное | Низкое   | Неудовлетворительное |
| -------------------------------------------- | -------- | -------- | ------------------ | -------- | -------------------- |
| {\displaystyle \operatorname {cos} \varphi } | 0,95…1   | 0,8…0,95 | 0,65…0,8           | 0,5…0,65 | 0…0,5                |
| {\displaystyle \lambda }                     | 95…100 % | 80…95 %  | 65…80 %            | 50…65 %  | 0…50 %               |

При одной и той же активной мощности нагрузки мощность, бесполезно рассеиваемая на проводах, обратно пропорциональна квадрату коэффициента мощности. Таким образом, чем меньше коэффициент мощности, тем ниже качество потребления электроэнергии. Для повышения качества электропотребления применяются различные способы коррекции коэффициента мощности (англ. "Power Factor Correction", "PFC"), то есть его повышения до значения, близкого к единице.
Например, большинство старых светильников с люминесцентными лампами для зажигания и поддержания горения использует электромагнитные балласты (ЭмПРА), характеризующиеся низким значением коэффициента мощности, то есть неэффективным электропотреблением. Многие компактные люминесцентные («энергосберегающие») лампы, имеющие ЭПРА, тоже характеризуются низким коэффициентом мощности (0,5…0,65). Но аналогичные изделия известных производителей, как и большинство современных светильников, содержат схемы коррекции коэффициента мощности, и для них значение {\displaystyle \operatorname {cos} \varphi } близко к 1, то есть к идеальному значению.

### Несинусоидальность
Низкое качество потребителей электроэнергии, связанное с наличием в нагрузке мощности искажения, то есть нелинейная нагрузка (особенно при импульсном её характере), приводит к искажению синусоидальной формы питающего напряжения. Несинусоидальность — вид нелинейных искажений напряжения в электрической сети, который связан с появлением в составе напряжения гармоник с частотами, многократно превышающими основную частоту сети. Высшие гармоники напряжения оказывают отрицательное влияние на работу системы электроснабжения, вызывая дополнительные активные потери в трансформаторах, электрических машинах и сетях; повышенную аварийность в кабельных сетях.
Источниками высших гармоник тока и напряжения являются электроприёмники с нелинейными нагрузками. Например, мощные выпрямители переменного тока, применяемые в металлургической промышленности и на железнодорожном транспорте, газоразрядные лампы, импульсные источники питания и др.

## Коррекция коэффициента мощности

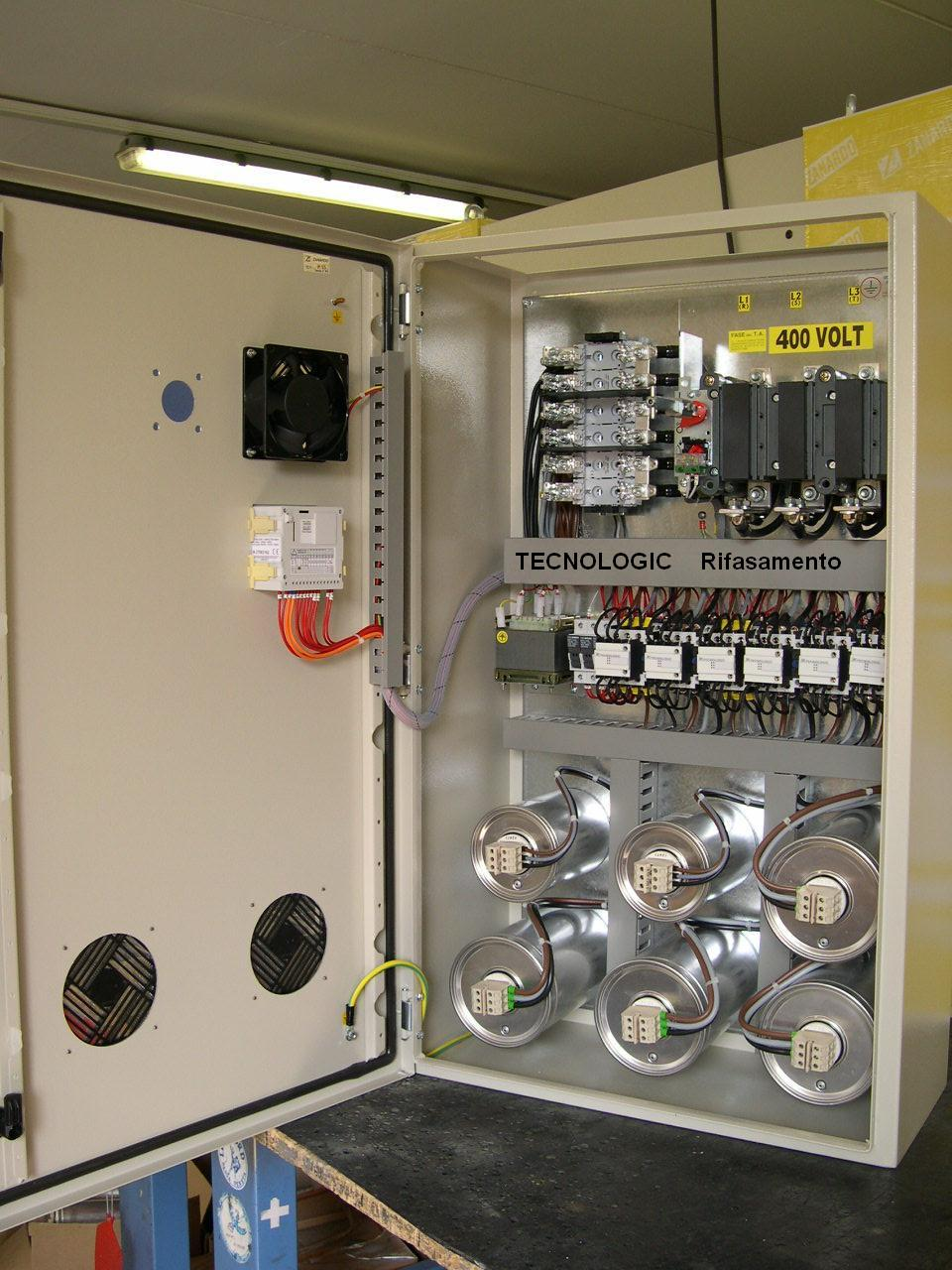
Коррекция коэффициента мощности при помощи конденсаторов

Коррекция коэффициента мощности (англ. power factor correction, PFC) — процесс приведения потребления конечного устройства, обладающего низким коэффициентом мощности при питании от силовой сети переменного тока, к состоянию, при котором коэффициент мощности соответствует принятым стандартам.
К ухудшению коэффициента мощности (изменению потребляемого тока непропорционально приложенному напряжению) приводят нерезистивные нагрузки: реактивная и нелинейная.
Реактивные нагрузки корректируются внешними реактивностями, именно для них определена величина {\displaystyle \cos \varphi }. 
Коррекция нелинейной нагрузки технически реализуется в виде той или иной дополнительной схемы на входе устройства.
Данная процедура необходима для равномерного использования мощности фазы и исключения перегрузки нейтрального провода трёхфазной сети. Так, коррекция коэффициента мощности рекомендуется для достаточно мощных импульсных источников питания. Компенсация обеспечивает отсутствие всплесков тока потребления на вершине синусоиды питающего напряжения, которая характерна для схем, где на входе стоит диодный мост и сглаживающий конденсатор, и, как следствие, более равномерную нагрузку на силовую линию.

### Разновидности коррекции коэффициента мощности
- Коррекция реактивной составляющей полной мощности потребления устройства. Выполняется путём включения в цепь реактивного элемента, производящего обратное действие. Например, для компенсации действия электродвигателя переменного тока, обладающего высокой индуктивной реактивной составляющей полной мощности, параллельно цепи питания включается конденсатор. В масштабах предприятия для компенсации реактивной мощности применяются батареи конденсаторов и других компенсирующих устройств.
- Коррекция нелинейности потребления тока в течение периода колебаний питающего напряжения. Если нагрузка потребляет ток непропорционально приложенному напряжению, для повышения коэффициента мощности требуется схема пассивного (PPFC) или активного корректора коэффициента мощности (APFC). Простейшим пассивным корректором коэффициента мощности является дроссель с большой индуктивностью, включённый последовательно с питаемой нагрузкой. Дроссель выполняет сглаживание импульсного потребления нагрузки и выделение низшей, то есть основной, гармоники потребления тока, что и требуется (правда, это достигается в ущерб форме напряжения, поступающего на вход устройства). Активная коррекция коэффициента мощности ценой некоторого усложнения схемы устройства способна обеспечивать наилучшее качество коррекции, приближая коэффициент мощности к 1.